# Ковальчук Ганна Олександрівна
Ганна Олександрівна Ковальчу́к (22 квітня 1931, Новочеркаськ — 21 червня 2012, Миколаїв) — українська і російська радянська скульпторка і педагог; член Спілки радянських художників України. Мати художниці Марії Пахомової.

## Біографія
Народилася 22 квітня 1931 року в місті Новочеркаську (нині Ростовська область, Російська Федерація). Протягом 1947—1952 років навчалася в Одеському художньому училищі, була ученицею Людмили Кирієнко. Дипломна робота — скульптура «Зоя Космодем'янська» (керівник Мирон Кіпніс). У 1953—1956 роках продовжила здобувати мистецьку освіту у Київському художньому інституті та у 1956—1959 роках — у Ленінградському вищому художньо-промисловому училищі імені Віри Мухіної, де навчалася у Якова Лукіна, Володимира Інгала. Дипломна робота — рельєф «Наука» (керівник Роберт Таурит).
Протягом 1959—1976 років мешкала і працювала у Волгограді. У Миколаєві з 1976 року, обіймала посаду скульптора Художньо-виробничих майстерень Художнього фонду УРСР. У 1994—1998 роках викладала у Миколаївській філія Київського національного університету культури і мистецтв та у 1998—2004 роках — у Відкритому міжнародному університеті розвитку людини «Україна».
Мешкала у Миколаєві в будинку на вулиці Чайковського, № 32, квартира № 24. Померла у Миколаєві 21 червня 2012 року.

## Творчість
Працювала в галузях станкової і монументальної скульптури, створювала станкові портрети, композиції, погруддя, рельєфи, пам'ятники, меморіальні дошки. Серед робіт:
станкові скульптури
- «Материнство» (1959);
- «Дівчина» (1959, гіпс тонований);
- «Працівниця кондитерської фабрики Г. Носкова» (1961, бетон);
- «Студентка» (1963);
- «Дочка» (1964, теракота);
- «Калмичка» (1966);
- «Дівчата з Ташкента» (1967, бетон);
- «Дівчинка-калмичка» (1973, теракота);
- «Слідчий М. Швець» (1977, гіпс);
- «Герой Кримської війни матрос Гнат Шевченко» (1987, гіпс тонований; Миколаївський музей суднобудування і флоту);
- «Голова дівчинки» (1979, гіпс);
- «Іра» (1980);
- «Перший секретар Миколаївського обласного комітету партії Володимир Васляєв» (1981—1982, гіпс);
- «Оголена» (1983).

монументальні роботи
- монументально-декоративна композиція «Космос» на житловому будинку на проспекті Леніна[ru] у Волгограді (1974);
- декоративна стела «Лісова пісня» в Миколаївському українському театрі драми та музичної комедії (1989);

пам'ятники
- герою громадянської війни Василю Кіквідзе на хуторі Кіквідзе Волгоградської області (1968, алюміній, карбування);
- Михайлу Калініну в колгоспі імені Калініна Волгоградської області (1967);
- Тарасу Шевченку у Миколаєві у сквері імені Тараса Шевченка (1985, реставрація);

рельєфи
- «Слава героям праці» у будинку управління заводу «Барикади» у Волгограді (1965—1966);
- «Вершник», «Море» на фасаді магазину «Піонер» у Волгограді (1969);

погруддя
- Юрія Гагаріна у Волгограді (1970, алюміній, бетон);
- Володимира Маяковського у Волгограді (1975, алюміній, бетон);
- Миколи Пирогова біля Миколаївської лікарні швидкої допомоги (1985);
- Тараса Шевченка у колгоспі імені Чапаєва Миколаївської області (1988);

дошки у Миколаєві
- дві Володимиру Далю (анотаційна, 1980 і меморіальна, 1985 46°58′37.66″ пн. ш. 31°59′02.4″ сх. д. / 46.9771278° пн. ш. 31.984000° сх. д.);
- анотаційна Герою Радянського Союзу Галині Петровій на вулиці Галини Петрової, № 1 (1986).

Брала участь виставках в РРФСР з 1960 року; в УРСР в обласних, республіканських і всесоюзних — з 1977 року.
Крім згаданого музею, окремі роботи зберігаються у Миколаївських художньому і краєзнавчому музеях.